# Komen (België)
Komen (Frans: Comines) is een stadje in de Belgische provincie Henegouwen, en een deelgemeente van de faciliteitengemeente Komen-Waasten sinds 1977. Net zoals de andere deelgemeenten van de exclave Komen-Waasten, behoorde Komen tot 1963 tot de Vlaamse provincie West-Vlaanderen. 

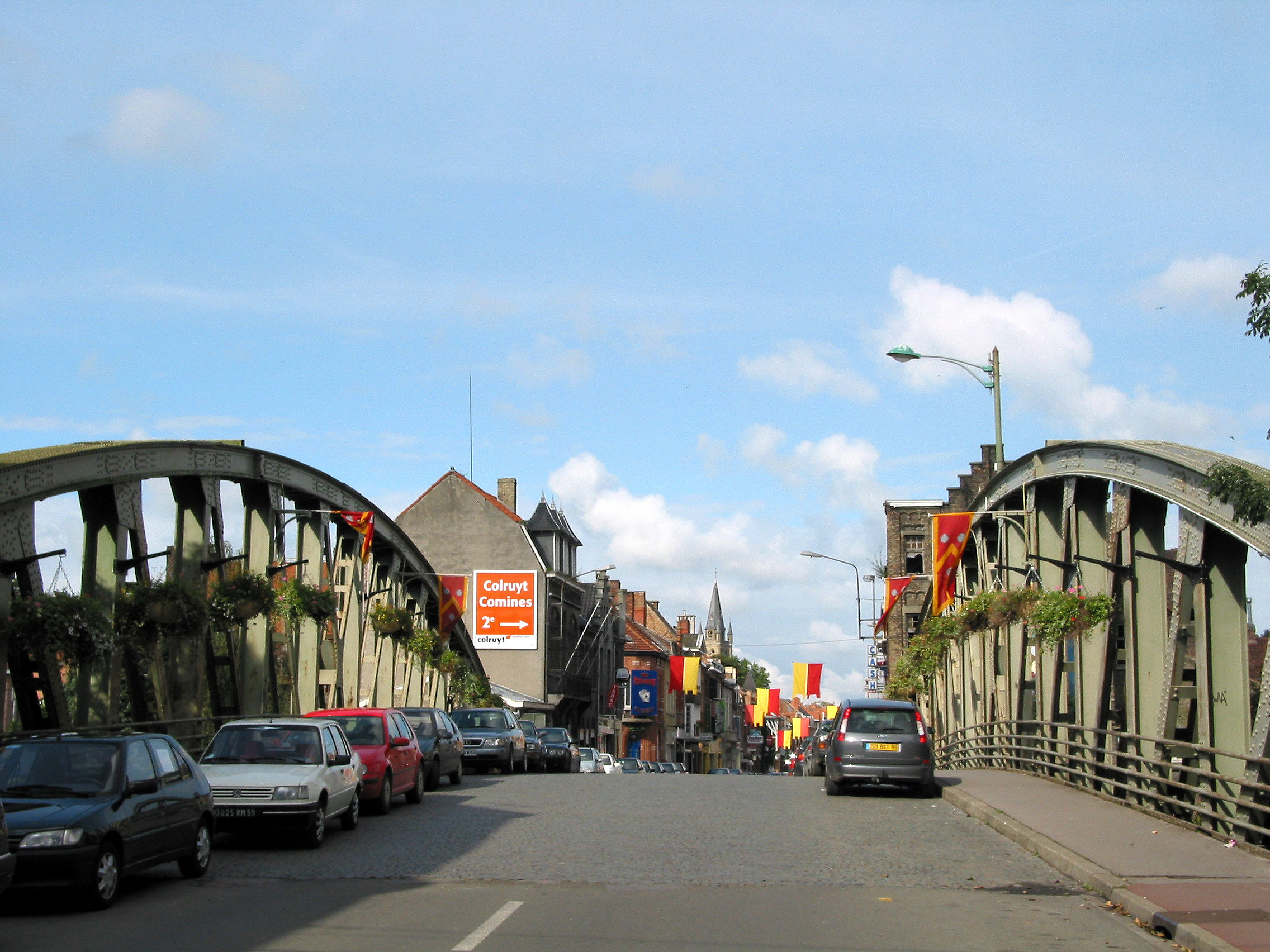
Komen, vanaf de grens en de brug over de Leie

Net zoals Waasten ligt Komen langs de rivier de Leie, waarvan de oude bedding de grens met Frankrijk vormt. Aan de overkant van de Leie ligt de gelijknamige Franse gemeente Komen (Comines).
In het noorden van het grondgebied van Komen ligt het afzonderlijke dorpje Ten Brielen. Tot 1963 maakte de dorpskern Kruiseke deel uit van Komen.

## Geschiedenis
Komen werd voor het eerst schriftelijk vermeld in 1096, als Cumines, wat een Galloromeinse eigennaam kan zijn, dan wel een Keltisch woord voor vallei (cumma, vergelijk kom).
In de middeleeuwen lag het zwaartepunt van de stad ten zuiden van de Leie, welke voorzien was van een brug die aan de noordzijde beschermd werd door versterkingen. De brug werd in de loop van de geschiedenis herhaaldelijk aangevallen. De stad was tijdens het ancien regime ook het centrum van de heerlijkheid Komen, die in 1427 bestond uit 147 lenen met ongeveer 5.000 hectaren gronden. Deze lenen strekten zich uit van Bredene tot Lauwe en van Zwevezele tot Ennetières-en-Weppes. Van de 12de tot het einde van de 18de eeuw kwam Komen in handen van verschillende families: de Comines, de Waziers, de La Clyte, Van Halewijn, de Croÿ, de Alsace-Chimay en de Orléans.
In de middeleeuwen floreerde hier de lakennijverheid en vanaf de 18e eeuw werden er linten geproduceerd. Het kasteel van Komen werd echter verwoest door de troepen van Lodewijk XIV van Frankrijk.
Bij de Vrede van Utrecht, van 1713, werd Komen in tweeën gesplitst. Het deel ten noorden van de Leie kwam bij de Oostenrijkse Nederlanden, het zuidelijk deel bij Frankrijk. Tijdens de Franse Revolutie werd de gemeente opgesplitst. Het noordelijk gedeelte bleef een feodale heerlijkheid totdat het in 1795 door Frankrijk geannexeerd werd.
In de 19e eeuw nam de bevolking aanzienlijk toe. Men werkte in de weverijen van zowel het Belgische als het Franse deel. Van 1846 tot 1910 nam de bevolking van Belgisch Komen toe van 3400 naar 6640. Na de Tweede Wereldoorlog werd Komen-Zuid de belangrijkste producent van lint ter wereld, doch na enige tijd verdween deze industrie daar ze verplaatst werd naar lagelonenlanden.
Komen lag in de provincie West-Vlaanderen en werd bij het vastleggen van de taalgrens in 1963 o.a. op basis van de resultaten van de talentelling van 1947 overgeheveld naar de Waalse provincie Henegouwen. Bij deze overheveling werd het gehucht Kruiseke dat overwegend Nederlandstalig was niet betrokken: het gehucht werd toen deel van Wervik en bleef zo in het Nederlandstalig taalgebied en de provincie West-Vlaanderen.

## Demografische ontwikkeling
- Bronnen:NIS, Opm:1831 tot en met 1970=volkstellingen, 1976= inwoneraantal op 31 december

## Resultaten van de talentelling in Komen
Gekende talen
|      | Aantal   | Aantal  | Aantal   | Aantal  | Aantal   | Aantal  | Aantal       | Aantal       | Aandeel  | Aandeel | Aandeel  | Aandeel | Aandeel  | Aandeel | Aandeel      |
| Jaar | enkel nl | fr & nl | enkel fr | de & fr | enkel de | de & nl | de & fr & nl | enkel andere | enkel nl | fr & nl | enkel fr | de & fr | enkel de | de & nl | de & fr & nl |
| ---- | -------- | ------- | -------- | ------- | -------- | ------- | ------------ | ------------ | -------- | ------- | -------- | ------- | -------- | ------- | ------------ |
| 1846 | 333      |         | 3.099    |         | 0        |         |              |              | 9,7%     |         | 90,3%    |         | 0,0%     |         |              |
| 1866 | 804      | 94      | 2.648    | 0       | 1        | 0       | 0            | 1            | 22,7%    | 2,7%    | 74,7%    | 0,0%    | 0,0%     | 0,0%    | 0,0%         |
| 1880 | 1.132    | 218     | 2.651    | 0       | 0        | 0       | 0            | 0            | 28,3%    | 5,4%    | 66,3%    | 0,0%    | 0,0%     | 0,0%    | 0,0%         |
| 1890 | 869      | 1.994   | 1.951    | 3       | 1        | 0       | 1            | 0            | 18,0%    | 41,4%   | 40,5%    | 0,1%    | 0,0%     | 0,0%    | 0,0%         |
| 1900 | 1.313    | 2.384   | 1.910    | 5       | 0        | 0       | 5            | 340          | 23,4%    | 42,4%   | 34,0%    | 0,1%    | 0,0%     | 0,0%    | 0,1%         |
| 1910 | 1.868    | 2.838   | 1.613    | 6       | 0        | 0       | 0            | 316          | 29,5%    | 44,9%   | 25,5%    | 0,1%    | 0,0%     | 0,0%    | 0,0%         |
| 1920 | 683      | 1.144   | 2.416    | 1       | 0        | 0       | 3            | 180          | 16,1%    | 26,9%   | 56,9%    | 0,0%    | 0,0%     | 0,0%    | 0,1%         |
| 1930 | 695      | 2.421   | 4.099    | 0       | 0        | 1       | 8            | 300          | 9,6%     | 33,5%   | 56,7%    | 0,0%    | 0,0%     | 0,0%    | 0,1%         |
| 1947 | 621      | 3.892   | 3.233    | 6       | 0        | 5       | 71           | 311          | 7,9%     | 49,7%   | 41,3%    | 0,1%    | 0,0%     | 0,1%    | 0,9%         |

Taal die meestal of uitsluitend gesproken wordt.
|      | Aantal | Aantal | Aantal | Aandeel | Aandeel | Aandeel |
| Jaar | nl     | fr     | de     | nl      | fr      | de      |
| ---- | ------ | ------ | ------ | ------- | ------- | ------- |
| 1910 | 3.495  | 2.830  | 0      | 55,3%   | 44,7%   | 0,0%    |
| 1920 | 1.040  | 3.207  | 0      | 24,5%   | 75,5%   | 0,0%    |
| 1930 | 1.490  | 5.734  | 0      | 20,6%   | 79,4%   | 0,0%    |
| 1947 | 1.173  | 6.622  | 17     | 15,0%   | 84,8%   | 0,2%    |

## Bezienswaardigheden
- De Sint-Chrysoliuskerk  (Frans: Eglise Saint Chrysole) werd tussen 1922 en 1925 heropgebouwd in typische gele Vlaamse baksteen, nadat de kerk uit 1912 in de Eerste Wereldoorlog werd vernield.
- De Chapelle des Cinq Chemins
- Het Lintweverijmuseum
- Het Stadhuis van Komen-Waasten
- Het museum Pionier Blockhaus 14-18
- Op de begraafplaats ligt een perk met 100 Britse gesneuvelden uit de Tweede Wereldoorlog[2].

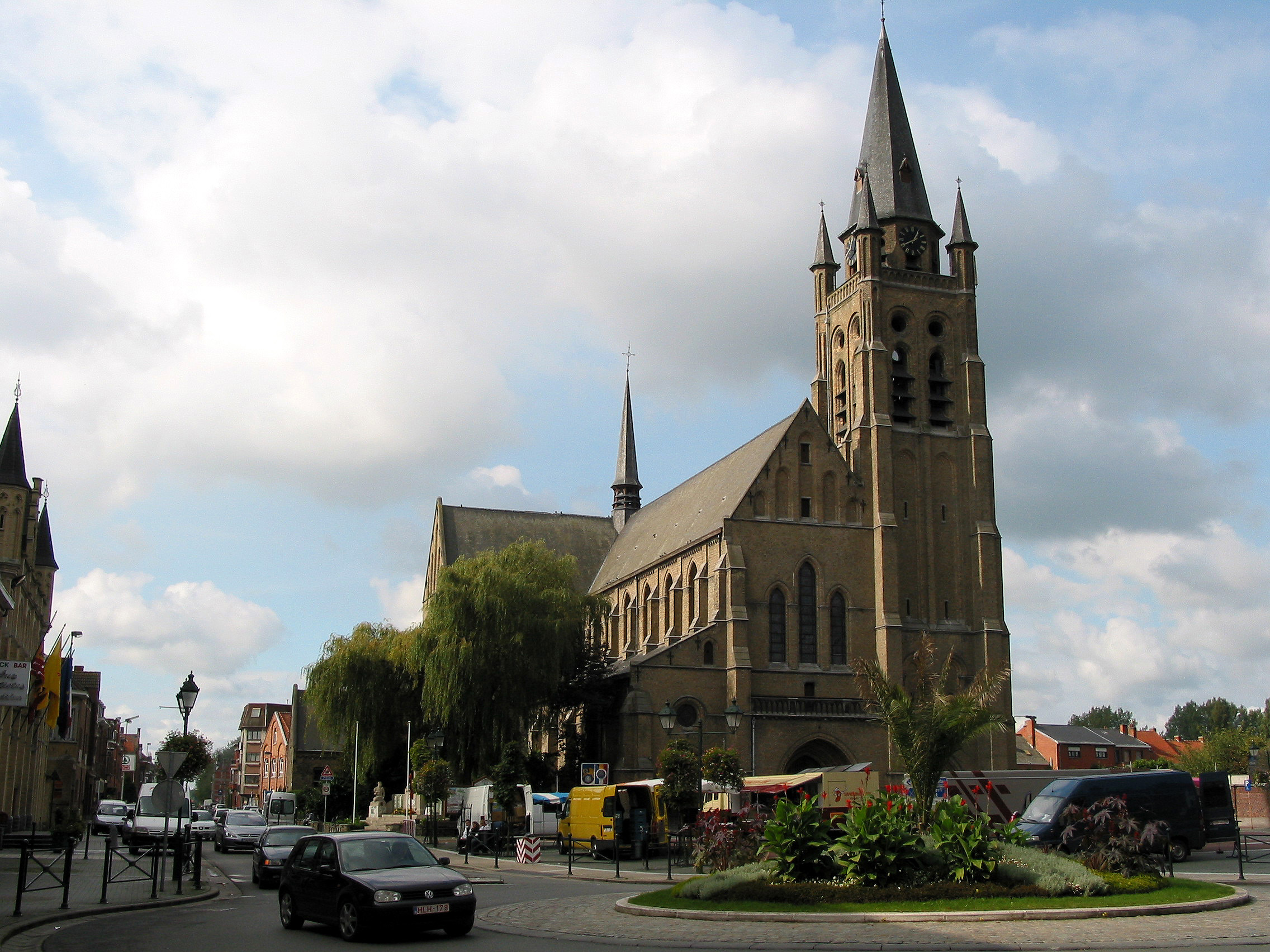
Sint-Chrysoliuskerk van Komen

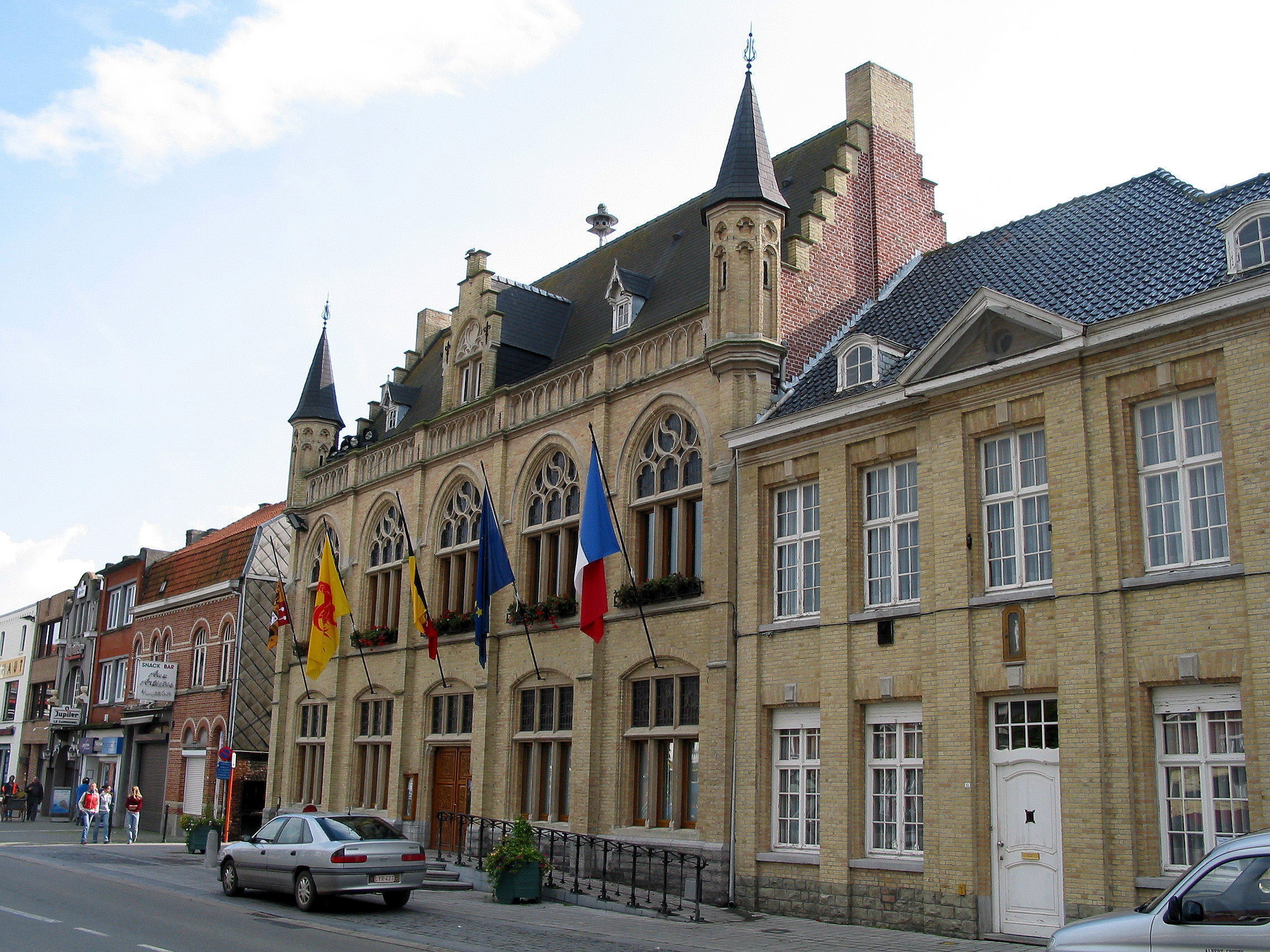
Stadhuis

## Natuur en landschap
Komen ligt op de linkeroever van de Leie die hier tevens grensrivier met Frankrijk is. De hoogte bedraagt ongeveer 18 meter.

## Sport en recreatie
- Ice Mountain, een indoorskibaan.

## Communautaire perikelen rond het Vlaams Schooltje
Komen kwam begin jaren tachtig in de Belgische media naar aanleiding van de stichting van een Vlaamse school. In 1979 had een aantal ouders uit de Vlaamse minderheid in de gemeente een aanvraag ingediend om Nederlandstalig onderwijs in te mogen richten. Zowel de burgemeester als de Franstalige minister van onderwijs verzetten zich hiertegen omdat de aanvraag volgens hen niet reglementair was. Ondanks intimidatie van de ouders en tegenwerking van officiële zijde, kwam de school er in 1981 toch. Bij de opening van het schooltje en in de volgende dagen moesten de ouders met hun kinderen spitsroeden lopen tussen scheldende Franstaligen om de klaslokalen te bereiken. Beelden hiervan werden uitgezonden op de Belgische televisie in de reportage De heksen van Komen (Les sorcières de Comines). De school maakt deel uit van het Vlaams Cultureel centrum Robrecht van Kassel en wordt gesubsidieerd door de Vlaamse Gemeenschap omdat de Franse Gemeenschap dit ondanks een wettelijke verplichting weigert.
De taalmoeilijkheden zijn overigens al lang geluwd en het Nederlandstalig schooltje, "De Taalkoffer" genaamd, functioneert naar behoren, alhoewel de Franse Gemeenschap nog steeds weigert om de school te erkennen en subsidiëren.

## Geboren
- Filips van Komen, staatsman en schrijver (1447-1511)
- Ogier Gisleen van Busbeke, botanicus (1522-1592)

## Nabijgelegen kernen
Frans-Komen, Wervik, Ten Brielen, Houthem, Neerwaasten